# تفسير الطبري
جامع البيان في تفسير القرآن أو جامع البيان عن تأويل آي القرآن أو جامع البيان في تأويل القرآن المعروف بـ «تفسير الطبري» للإمام محمد بن جرير بن يزيد بن كثير بن غالب الشهير  بالإمام أبو جعفر الطبري، (224 هـ-310 هـ / 839-923م)، هو من أشهر الكتب الإسلامية المختصة بعلم تفسير القرآن الكريم عند أهل السنة والجماعة، ويُعِدُّه البعضِ المرجعَ الأول للتفسير بالمأثور، ؛ حيث يذكر الآية من القرآن، ثم يسرد أقوال الصحابة والتابعين في تفسيرها بأسانيدها، ويهتم بالقراءات المختلفة في كل آية ويرجح إحداها، ويسرد الأحاديث النبوية بأسانيدها، والأحكام الفقهية، ويشتهر عنه كثرة القصص الإسرائيلي أو ما يُسمى الإسرائيليات، واعتنىٰ به العلماء والباحثون كثيرًا.

## زمن التأليف
كان الطبري يحدّث نفسه منذ صباه بكتابة هذا التفسير، وروى ياقوت الحموي أنه كان يستخير الله تعالى قبل أن يشرع في كتابته بثلاثة أعوام، وروى عن الخطيب البغدادي أنه قال: «سمعت علي بن عبيد الله اللغوي يحكي : أن محمد بن جرير مكث أربعين سنة يكتب في كل يوم منها أربعين ورقة.»، ويٌروى أن الطبري لما أراد أن يٌملي تفسيره قال لأصحابه: «أتنشطون لتفسير القرآن؟ قالوا: كم يكون قدره؟ قال: ثلاثون ألف ورقة، فقالوا: هذا مما تفنى الأعمار قبل تمامه، فاختصره في نحو ثلاثة آلاف ورقة. ثم قال: تنشطون لتاريخ العالم من آدم إلى وقتنا هذا؟ قالوا: كم قدره؟ فذكر نحوا مما ذكره في التفسير، فأجابوه بمثل ذلك، فقال: إنّا لله ماتت الهمم، فاختصره في نحو مما اختصر التفسير.»
وقد قام الطبري بإملاء تفسيره على أبي بكر بن كامل سنة 270 هـ،  ثم قام بإملائه على أبي بكر بن بالويه من سنة 283 هـ إلى سنة 290 هـ،  وجاء في بداية النسخة المطبوعة من التفسير أنه: «قُرِئ على أبي جعفر محمد بن جرير الطبري في سنة ست وثلاثمائة». فيُعَد ابن جرير الطبري من أوائل من أفرد التفسير بالتأليف، وجعله علماً قائماً بذاته، حيث يقول الشيخ منَّاع بن خليل القطان: إن أول من فسر القرآن على ترتيب المصحف: ابن ماجة (ت 273 هـ) وابن جرير الطبري (ت 310 هـ)، ولكن تفسير ابن ماجه من التفاسير المفقودة، لذلك فإن تفسير الطبري هو أقدم كتب التفسير التي وصلت كاملة إلى العصر الحاضر، ويُلقَّب الطبري لذلك بإمام المفسرين.

## منهج التفسير
لقد أوضح الطبري أن مقصوده من تفسير القرآن الكريم هو تبيين الوجوه المحتملة للآيات، واستقصاء هذه الوجوه فقال: «إذ كان الذي قصدنا له في كتابنا هذا البيان عن وجوه تأويل آي القرآن دون وجوه قراءتها».

وذكر أن تأويل القرآن يكون له ثلاثة أوجه، فقال:
| تفسير الطبري | أن تأويل جميع القرآن على أوجه ثلاثة : - أحدها لا سبيل إلى الوصول إليه، وهو الذي استأثر الله بعلمه، وحجب علمه عن جميع خلقه، وهو أوقات ما كان من آجال الأمور الحادثة، التي أخبر الله في كتابه أنها كائنة، مثل : وقت قيام الساعة، ووقت نزول عيسى بن مريم، ووقت طلوع الشمس من مغربها، والنفخ في الصور، وما أشبه ذلك. - والوجه الثاني : ما خص الله بعلم تأويله نبيه ﷺ دون سائر أمته، وهو ما فيه مما بعباده إلى علم تأويله الحاجة، فلا سبيل لهم إلى علم ذلك إلا ببيان الرسول ﷺ لهم تأويله. - والثالث منها : ما كان علمه عند أهل اللسان الذي نزل به القرآن، وذلك علم تأويل عربيته وإعرابه، لا يوصل إلى علم ذلك إلا من قبلهم. | تفسير الطبري |

وكان منهجه في استقصاء الوجوه المحتملة للآيات يعتمد على التفسير بالمأثور بالأساس، ثم القراءات فاهتم بالقراءات القرآنية، وكان له اعتناء بعرض وجوه اللغة، فضلاً عن آرائه الفقهية واجتهاداته التي أودعها في التفسير، فمن منهجه في التفسير:
1. اعتمد على التفسير بالمأثور، وهو التفسير بالأحاديث الثابتة عن النبي، أو أقوال الصحابة أو التابعين في تفسير معاني الآيات؛ وقد كان يُنكر بشدة على من يفسر القرآن بمجرد الرأي فحسب، ولكنه يُرجِّح أو يصوب أو يوجِّه قولًا لدليل معتبر لديه، حيث قال:[17] «أن ما كان من تأويل آي القرآن الذي لا يدرك علمه إلا بنص بيان رسول الله ﷺ، أو بنصبه الدلالة عليه؛ فغير جائز لأحد القيل فيه برأيه. بل القائل في ذلك برأيه - وإن أصاب الحق فيه - فمخطئ فيما كان من فعله، بقيله فيه برأيه، لأن إصابته ليست إصابة موقن أنه محق، وإنما هو إصابة خارص وظان. والقائل في دين الله بالظن، قائل على الله ما لم يعلم. وقد حرم الله جل ثناؤه ذلك في كتابه على عباده، فقال: ﴿قُلْ إِنَّمَا حَرَّمَ رَبِّيَ الْفَوَاحِشَ مَا ظَهَرَ مِنْهَا وَمَا بَطَنَ وَالْإِثْمَ وَالْبَغْيَ بِغَيْرِ الْحَقِّ وَأَنْ تُشْرِكُوا بِاللَّهِ مَا لَمْ يُنَزِّلْ بِهِ سُلْطَانًا وَأَنْ تَقُولُوا عَلَى اللَّهِ مَا لَا تَعْلَمُونَ ۝٣٣﴾ سورة الأعراف: 33 فالقائل في تأويل كتاب الله، الذي لا يدرك علمه إلا ببيان رسول الله ﷺ، الذي جعل الله إليه بيانه - قائل بما لا يعلم وإن وافق قيله ذلك في تأويله، ما أراد الله به من معناه. لأن القائل فيه بغير علم، قائل على الله ما لا علم له به.»
2. يقف على الأسانيد، فيشتمل على عدد كبير من الأحاديث والآثار المسندة، منها الصحيح والضعيف، وقد أشار جلال الدين السيوطي في كتابه الإتقان في علوم القرآن إلى مواضع الأحاديث والآثار الضعيفة في التفسير.[18]
3. يقدر الإجماع، ويعطيه اعتبارًا كبيرًا في اختيار ما يذهب إليه ويرتضيه.
4. الاهتمام بالقراءات القرآنية: يقوم على رد القراءات التي لم ترد عن أئمة القراءات المشهود لهم، أما القراءات الثابتة فكان له اختيار فيها؛ فهو أحيانًا يرفض بعضها لمخالفتها الإجماع، وأحيانًا أخرى يفضِّل قراءة على أخرى لوجه يراه، ويكتفي حينًا بالتسوية بين تلك القراءات دون ترجيح.
5. لم يكن يهتم بتفسير ما لا فائدة في معرفته، وما لا يترتب عليه عمل؛ كمعرفة أسماء أصحاب الكهف، ومعرفة نوع الطعام في المائدة التي نزلت على رسول الله عيسى ونحو ذلك.
6. الاهتمام باللغة وعلومها: كان يحتكم كثيرًا في تفسيره عند الترجيح والاختيار إلى المعروف من كلام العرب، ويعتمد على أشعارهم، ويرجع إلى مذاهبهم النحوية واللغوية، حيث قال في تفسيره أن من أوجه تأويل القرآن ما كان علمه عند أهل اللسان الذي نزل به القرآن.
7. الاهتمام بالأحكام الفقهية: كان الطبري صاحب مذهب فقهي، فكان يتعرض لآيات الأحكام ويناقشها ويعالجها، ثم يختار من الأحكام الفقهية ما يراه الأقوى دليلًا.
8. تعرض لكثير من مسائل العقيدة، والرد على كل من خالف فيها ما عليه أهل السنة والجماعة، فقال عند تفسير قوله ﴿مَا يَكُونُ مِن نَّجْوَىٰ ثَلَاثَةٍ إِلَّا هُوَ رَابِعُهُمْ﴾:[19] «بمعنى: أنه مشاهدهم بعلمه، وهو على عرشه.»، وقال عند تفسير الآية 29 من سورة البقرة:[20][21] «وأولى المعاني بقول الله جل ثناؤه : ﴿ثم استوى إلى السماء فسواهن﴾ علا عليهن وارتفع، فدبرهن بقدرته، وخلقهن سبع سماوات، والعجب ممن أنكر المعنى المفهوم من كلام العرب في تأويل قول الله : " ثم استوى إلى السماء " الذي هو بمعنى العلو والارتفاع، هربا عند نفسه من أن يلزمه بزعمه - إذا تأوله بمعناه المفهم كذلك - أن يكون إنما علا وارتفع بعد أن كان تحتها - إلى أن تأوله بالمجهول من تأويله المستنكر. ثم لم ينج مما هرب منه! فيقال له: زعمت أن تأويل قوله "استوى" أقبل، أفكان مدبرا عن السماء فأقبل إليها؟ فإن زعم أن ذلك ليس بإقبال فعل، ولكنه إقبال تدبير، قيل له: فكذلك فقل: علا عليها علو ملك وسلطان، لا علو انتقال وزوال. ثم لن يقول في شيء من ذلك قولا إلا ألزم في الآخر مثله. ولولا أنا كرهنا إطالة الكتاب بما ليس من جنسه، لأنبأنا عن فساد قول كل قائل قال في ذلك قولا لقول أهل الحق فيه مخالفا. وفيما بينا منه ما يشرف بذي الفهم على ما فيه له الكفاية إن شاء الله تعالى»، وكان يرد على كثير من آراء المعتزلة وغيرهم، فيقول عبد العزيز بن محمد الطبري:[22] «كان أبو جعفر يذهب في جل مذاهبه إلى ما عليه الجماعة من السلف وطريق أهل العلم المتمسكين بالسنن، شديدًا عليه مخالفتهم، ماضيًا على منهاجهم، لا تأخذه في ذلك ولا في شيء لومة لائم، وكان يذهب إلى مخالفة أهل الاعتزال في جميع ما خالفوا فيه الجماعة من القول بالقدر وخلق القرآن وإبطال رؤية الله في القيامة، وفي قولهم بتخليد أهل الكبائر في النار وإبطال شفاعة رسول الله ﷺ، وفي قولهم إن استطاعة الانسان قبل فعله.»
9. الإسرائيليات: يسوق في تفسيره أخبارًا من القصص الإسرائيلي، وكان يتعقَّبها أحيانًا بالنقد والتمحيص، وقال محمود محمد شاكر عن ذلك:[23] «ولما رأيت أن كثيرًا من العلماء كان يعيب على الطبري أنه حشد كثيرًا من الرواية عن السالفين الذين قرؤوا الكتب وذكروا في معاني القرآن ما ذكروا من الروايات عن أهل الكتابين السابقين - التوراة والإنجيل - أحببت أن كشف عن طريقة الطبري في الاستدلال بهذه الروايات رواية رواية، وأبين عند كل رواية مقالة الطبري في إسنادها، وأنه إسناد لا تقوم به الحجة في دين الله ولا في تفسير كتابه، وإن استلاله بها كان يقوم مقام الاستدلال بالشعر القديم».

## مكانة التفسير واهتمام العلماء به
يعد تفسير الطبري من أشهر الكتب الإسلامية المختصة بعلم التفسير، ويُعِدَه البعض المرجع الأول للتفسير بالمأثور، فمن العلماء من يضعه أفضل كتب التفسير، ومنهم من يُفضّل تفسير ابن كثير عليه.
- قال أبو حامد الإسفرايني:[26] «لو سافر مسافر إلى الصين من أجل تحصيله ما كان ذلك كثيراً في حقه.»
- قال ابن خزيمة:[6] «نظرت فيه من أوله إلى آخره، وما أعلم على أديم الأرض أعلم من ابن جرير.»
- قال ابن تيمية:[27] «وأما التفاسير التي في أيدي الناس: فأصحها تفسير محمد بن جرير الطبري؛ فإنه يذكر مقالات السلف بالأسانيد الثابتة، وليس فيه بدعة، ولا ينقل عن المتهمين، كمقاتل بن بكير والكلبي.»
- قال النووي في ترجمته للطبري:[28][29] «وله كتاب التاريخ المشهور وكتاب في التفسير لم يصنف أحد مثله.»
- قال جلال الدين السيوطي:[29][30] «فإن قلت فأي التفاسير ترشد إليه وتأمر الناظر أن يعول عليه ؟ قلت : تفسير الإمام أبي جعفر بن جرير الطبري الذي أجمع العلماء المعتبرون على أنه لم يؤلف في التفسير مثله.»
- قال الذهبي:[6] «وله كتاب التفسير، لم يصنف أحد مثله.»
- قال القفطي:[4] «وصنف التصانيف الكبار، منها تفسير القرآن الذي لم يُرَ أكبر منه، ولا أكثر فوائد.»
- قال محمد الفاضل بن عاشور:[4] «فكان جديرًا بالتفسير حين تناوله الطبري بتلك المشاركة الواسعة، وذلك التفنُّن العجيب أن يبلغ به أوجه، وأن يستقر على الصورة الكاملة التي تجلت فيها منهجيته، وبرزت بها خصائصه مسيطرة على كل ما ظهر من بعده من تآليف لا تحصى في التفسير.»
- قال أبو محمد الفرغاني:[6] «تم من كتب محمد بن جرير كتاب التفسير؛ الذي لو ادعى عالم أن يصنف منه عشرة كتب، كل كتاب منها يحتوي على علم مفرد مستقصى لفعل.»

## النسخ والطبعات والمختصرات
النسخ المخطوطة:

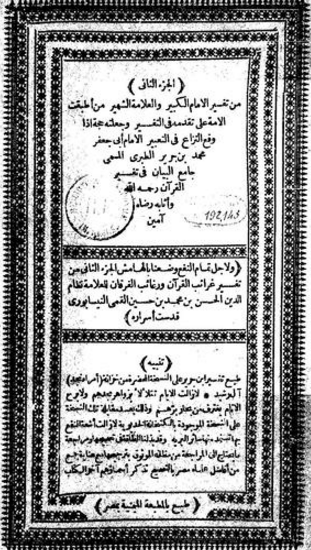
الصفحة الأولى من طبعة المكتبة الميمنية بمصر لتفسير الطبري الجزء الثاني

- نسخة مخطوطة في مكتبة كلية القيروان بفاس تحت أرقام (37/80)، (491/40)، (791/40).[31]
- جزء مفرد من التفسير محفوظ بالخزانة العامة بالرباط رقم (299 ق)، وينتهي عند الآية 61 من سورة البقرة.[32]
- نسخة محفوظة في مكتبة آيا صوفيا تحت أرقام (100 - 101).[33]
- نسخة محفوظة في مكتبة آيا صوفيا تحت أرقام (169 - 172).[34]
- نسخة محفوظة في مكتبة آيا صوفيا تحت أرقام (186 - 190).[35]
- مجلدان محفوظان بمركز الملك فيصل تحت أرقام (100 - 101)، وهو غير مكتمل.[36]
- نسخة دار الكتب المصرية (ص)، تقع في 25 مجلد، وقد اعتمد عليها الشيخ محمود شاكر في تحقيقه للتفسير.[37]

الطبعات:

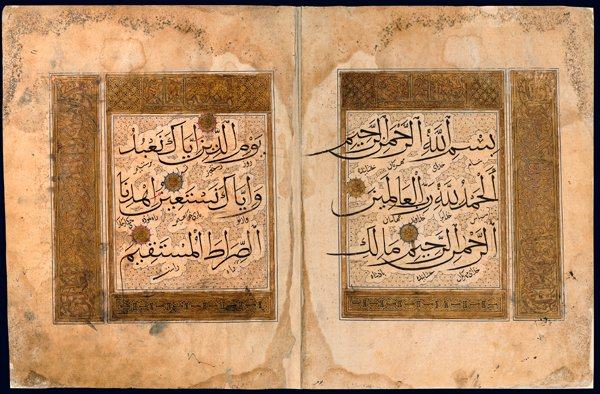
النسخة الأولى المترجمة إلى اللغة الفارسية لكتاب تفسير الطبري وتعود للعام 606 هـ.

- كانت أول طبعات الكتاب بعدما كان مفقودًا طبعة المطبعة الميمنية نحو سنة 1321 هـ في مصر في ثلاثين جزءًا.
- طبعة مكتبة مصطفى البابي الحلبي في عشرة أجزاء عام 1321 هـ الموافق 1901 م.
- طبعة بولاق عام 1323 هـ في ثلاثين جزءًا.
- طبعة المطبعة الأميرية عام 1333 هـ في ثلاثين جزءًا.
- طبعة دار المعارف بالقاهرة عام 1374 هـ، تحقيق محمود محمد شاكر وقام بتخريج الأحاديث أخوه المحدّث أحمد محمد شاكر، وهي طبعة غير مكتملة وقفت عند الآية 28 من سورة إبراهيم.
- قد ظهرت طبعة حديثة بتحقيق عبد الله بن عبد المحسن التركي (دار عالم الكتب، الرياض، 1434 هـ) وقد وصف محمد خير رمضان يوسف هذا التحقيق بأنه «متكامل، مرضي عنه، لائق بمكانته».[40]

المختصرات:
- استخرج منه محمد بن صمادح التجيبي الأندلسي (المتوفي 419 هـ) كتابًا سماه «اختصار غريب القرآن»، وألف كتابًا «مختصر من تفسير الإمام الطبري» طبع في الهيئة العامة للتأليف والنشر سنة 1390 هـ الموافق 1970 م، اقتصر فيه على أبرز الروايات، واستغني على الإشارة عن تعدد القراءات والإعراب والاشتقاقات والأخبار.[41]
- قبس البيان مختصَر تفسير الإمام ابن جرير الطبري جامع البيان، تأليف محمد صدقي البورنو.

الترجمات:
- ترجم التفسير أو مختصرات له إلى اللغة الفارسية بواسطة مجموعة من علماء بلاد ما وراء النهر بأمر من الملك الساماني منصور الأول بن نوح (961 – 977م)،[42] [معلومة 3] وتوجد مخطوطات الترجمة في بريطانيا وفرنسا وتركيا، وترجم إلى اللغة التركية وتوجد مخطوطات الترجمة في تركيا وألمانيا.[43][44]

### معلومات
1. ↑  أبو بكر بن كامل تلميذ محمد بن جرير الطبري، ولد سنة 260 هـ، كان من العلماء بالأحكام، وعلوم القرآن والنحو والشعر والتواريخ، وله في ذلك مصنفات، وولي قضاء الكوفة، توفي سنة 350 هـ وله تسعون سنة. (سير أعلام النبلاء، جـ 15، صـ 545، 546) نسخة محفوظة 20 ديسمبر 2016 على موقع واي باك مشين.
2. ↑  جاء في معجم الأدباء أن أبا بكر بن بالويه قال: «قال لي أبو بكر محمد بن إسحاق: بلغني أنك كتبت التفسير عن محمد بن جرير، قلت: نعم كتبنا التفسير عنه إملاء، قال: كله؟ قلت: نعم، قال: في أي سنة؟ قلت من سنة ثلاث وثمانين إلى سنة تسعين.»
3. ↑  منصور الأول بن نوح الأول بن نصر الثاني، سابع أمراء الدولة السامانية حاكم خراسان وبلاد ما وراء النهر، تولى الإمارة بعد وفاة أخيه عبد الملك الأول، لُقِبَ بالملك السديد. (معجم ألقاب السياسيين في التاريخ العربي والإسلامي صـ 370، 371)

### كتب
| - الطبري المفسر، للدكتور أحمد خليل. - ابن جرير الطبري ومنهجه في التفسير، لمحمد بكر إسماعيل. - التفسير والمفسرون، للذهبي. - مذاهب التفسير الإسلامي، للمستشرق جولدزيهر. | - الإمام الطبري – فقيهاً ومؤرخاً ومفسراً وعالماً بالقراءات، المنظمة الإسلامية للتربية والعلوم والثقافة. - الإمام الطبري، لأحمد الحوفي. - ترجمة الطبري، للدكتور عبد الله المصلح. - ترجيحات الإمام الطبري في التفسير، لعدة باحثين منهم الدكتور حسين بن علي الحربي. |

## وصلات خارجية
- تفسير الطبري، على أمازون كيندل.
- تفسير الطبري، على إسلام ويب.
- جامع البيان عن تأويل آي القرآن - ج1- مقدمة التحقيق، تحقيق عبد الله بن عبد المحسن التركي
- تفسير الطبري، موقع الإسلام الدعوي، وزارة الشئون الإسلامية والأوقاف السعودية.
- نبذة عن جامع البيان عن تأويل آي القرآن، موقع طريق الإسلام.